# Mirac
Mirac je naselje u Boki kotorskoj, u općini Kotor. 

## Stanovništvo

### Nacionalni sastav po popisu 2003.[1]
- Crnogorci - 73
- Srbi - 6
- nepoznato - 1